# Кубок Чорногорії з футболу 2011—2012
Кубок Чорногорії з футболу 2011–2012 — 6-й розіграш кубкового футбольного турніру в Чорногорії. Титул вперше здобув Челік, який на момент проведення змагань виступав у Другій за рангом лізі Чорногорії.

## Календар
| Раунд        | Дата                       | Матчі | Клуби   |
| ------------ | -------------------------- | ----- | ------- |
| Перший раунд | 24-25 серпня 2011          | 14    | 30 → 16 |
| 1/8 фіналу   | 14/28 вересня 2011         | 16    | 16 → 8  |
| 1/4 фіналу   | 19 жовтня/2 листопада 2011 | 8     | 8 → 4   |
| 1/2 фіналу   | 28 березня/25 квітня 2012  | 4     | 4 → 2   |
| Фінал        | 23 травня 2012             | 1     | 2 → 1   |

## Перший раунд
| Команда 1           | Рахунок      | Команда 2           |
| ------------------- | ------------ | ------------------- |
| 24 серпня 2011      |              |                     |
| Єдинство (2)        | 2:0          | Дечич               |
| Полімлє (3)         | 1:2          | Зета                |
| Морнар (2)          | 4:2          | Беране              |
| Петровац            | 2:0          | Іскра (2)           |
| Заб'єло (2)         | 0:2          | Сутьєска            |
| Дрезга (3)          | 1:3          | Ловчен              |
| Ібар (2)            | 0:2          | Младост (Подгориця) |
| Отрант (2)          | 0:4          | Бокель              |
| Іґало (2)           | 2:2 пен. 2:4 | Ґрбаль              |
| Ком (2)             | 0:3          | Будучност           |
| Арсенал (Тиват) (3) | 2:1          | Петн'їця (2)        |
| Брсково (3)         | 1:0          | Бар (2)             |
| Братство (2)        | 3:1          | Єзеро (2)           |
| 25 серпня 2011      |              |                     |
| Блу Стар (3)        | 0:2          | Челік (2)           |

## 1/8 фіналу
| Команда 1           | Заг. | Команда 2           | 1-й матч | 2-й матч |
| ------------------- | ---- | ------------------- | -------- | -------- |
| 14/28 вересня 2011  |      |                     |          |          |
| Петровац            | 2:0  | Брсково (3)         | 0:0      | 2:0      |
| Могрен              | 4:0  | Морнар (2)          | 2:0      | 2:0      |
| Єдинство (2)        | 7:1  | Арсенал (Тиват) (3) | 3:0      | 4:1      |
| Младост (Подгориця) | 5:4  | Братство (2)        | 2:0      | 3:4      |
| Ловчен              | 0:2  | Челік (2)           | 0:1      | 0:1      |
| Рудар               | 4:2  | Ґрбаль              | 1:1      | 3:1      |
| Сутьєска            | 2:3  | Зета                | 2:0      | 0:3      |
| Бокель              | 3:2  | Будучност           | 3:0      | 0:2      |

## 1/4 фіналу
| Команда 1                  | Заг. | Команда 2           | 1-й матч | 2-й матч |
| -------------------------- | ---- | ------------------- | -------- | -------- |
| 19 жовтня/2 листопада 2011 |      |                     |          |          |
| Могрен                     | 1:4  | Рудар               | 1:4      | 0:0      |
| Єдинство (2)               | 3:2  | Зета                | 1:0      | 2:2      |
| Петровац                   | 3:1  | Младост (Подгориця) | 0:0      | 3:1      |
| Бокель                     | 1:2  | Челік (2)           | 0:1      | 1:1      |

## 1/2 фіналу
| Команда 1                 | Заг. | Команда 2 | 1-й матч | 2-й матч |
| ------------------------- | ---- | --------- | -------- | -------- |
| 28 березня/25 квітня 2012 |      |           |          |          |
| Єдинство (2)              | 1:3  | Челік (2) | 1:0      | 0:3      |
| Рудар                     | 3:1  | Петровац  | 2:0      | 1:1      |

## Фінал
| 23 травня 2012 21:15 (EEST) |

| Челік                 | 2:1      | Рудар         |
| --------------------- | -------- | ------------- |
| Дублєвич 11' Боїч 35' | Протокол | Йованович 46' |

| Міський стадіон Подгориці, Подгориця Глядачів: 6 000 Арбітр: Желько Радунович |